# IC 4954
IC 4954 — галактика типу RN (відзеркалююча туманність) у сузір'ї Лисичка.
Цей об'єкт міститься в оригінальній редакції індексного каталогу.